# Pies descalzos, sueños blancos
Singles de Shakira
¿Dónde Estás Corazón?
(1996) Un poco de amor
(1996)
Pies Descalzos, Sueños Blancos (en français "Pieds nus, rêves blancs") est le troisième single du troisième album studio de Shakira, Pies descalzos (1996). Le titre écrit et composé par Shakira elle-même, parle de toutes les règles que les hommes ont inventées depuis Adam et Ève. Il s'agit d'une satire sociale visible à la fois dans les paroles et dans le clip. Il existe également une version portugaise du titre appelée Pés Descalços, Sonhos Brancos1.
Le morceau a fait partie de la setlist jouée par Shakira lors de la seconde moitié de sa tournée mondiale "Oral Fixation Tour".

## Clip vidéo
Le vidéoclip a été réalisé par Gustavo Garzón. La vidéo montre un bal masqué de la haute société, une image souvent utilisée pour représenter les rôles des gens en société. Une porte s'ouvre. On aperçoit alors Shakira chanter et des images de toutes les règles que la société a créées du passé à aujourd'hui. 